# Смолин-Фруассар, Рафаэль
Рафаэль Смолин-Фруассар (итал. Raphaël Smolin-Froissart; род. 22 ноября 1983 года) — французский пловец в ластах.

## Карьера
Двукратный чемпион мира в плавании в ластах на 6000 метров. Вице-чемпион мира в той же дисциплине.
Вице-чемпион Европы в плавании в ластах на дистанции 1500 метров.
Многократный чемпион Франции.